# Wendy Boglioli
Wendy Boglioli (Estados Unidos, 6 de marzo de 1955) es una nadadora estadounidense retirada especializada en pruebas de estilo mariposa y estilo libre, donde consiguió ser campeona olímpica en 1976 en los 4 x 100 metros libre.

## Carrera deportiva
En los Juegos Olímpicos de Montreal 1976 ganó la medalla de oro en los relevos de 4 x 100 metros libre, por delante de Alemania del Este y Canadá (bronce); y en cuanto a las pruebas individuales ganó el bronce en los 100 metros mariposa, con un tiempo de 1:01.17 segundos, tras las alemanas Kornelia Ender  y Andrea Pollack.